# Armia „Wschód”
Naczelne Dowództwo Wojsk Polskich na Galicję Wschodnią (potocznie Armia „Wschód”, Dowództwo „Wschód”) – związek operacyjny Wojska Polskiego utworzony w listopadzie 1918, przeznaczony do walki z Ukraińcami.
17 listopada 1918 na czele tworzącej się Armii „Wschód” stanął gen. Tadeusz Rozwadowski. Przystąpił on do organizowaniu sztabu armii. W jego skład weszli doświadczeni i dobrze wyszkoleni oficerowie wywodzący się zarówno z armii austriackiej, jak i z Legionów. Współorganizatorem Armii „Wschód” był płk Władysław Sikorski, który w obawie przed zemstą piłsudczyków (oskarżali go o agenturalną działalność na rzecz Austriaków), przyjął propozycję Rozwadowskiego, objęcia funkcji głównego kwatermistrza. NDWP na Galicję Wschodnią składało się z dwu Oddziałów: Operacyjnego (w tym sztab)oraz Kwatermistrzowskiego. Organizację Dowództwa i skład personalny regulowały rozkazy gen. T. Rozwadowskiego m.in. z Rozkaz nr 9 z 1 grudnia 1918 oraz Rozkaz Oficerski nr 11 z 4 marca 1919 r.
Armia „Wschód” walczyła ze znacznie przeważającymi liczebnie wojskami ukraińskimi. Napływające nieznaczne posiłki powodowały, że dowództwo armii musiało jednocześnie walczyć i szkolić nowo przybyłych żołnierzy.
Rola Armii „Wschód” i jej dowódcy gen. Rozwadowskiego w wojnie polsko-ukraińskiej jest nieoceniona. Ukraińcom, mimo znacznej przewagi liczebnej, nie udało się zdobyć Lwowa i wyprzeć polskich wojsk za San.
Po zlikwidowaniu oblężenia Lwowa w marcu 1919 nastąpiła zmiana na stanowisku dowódcy Armii „Wschód”. Rozwadowskiego zastąpił gen. Wacław Iwaszkiewicz-Rudoszański.
Przyznawano Krzyż Armii „Wschodu”.

## Obsada personalna Dowództwa „Wschód”
Dowództwo
- dowódcy:
  - gen. Tadeusz Rozwadowski

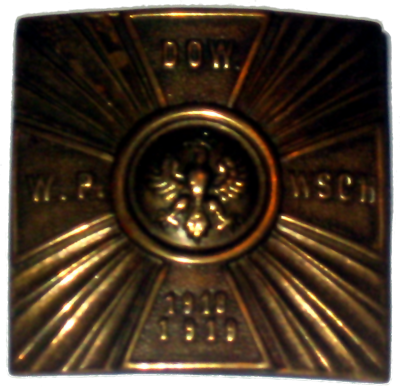
Odznaka "Dowództwa W.P. Wschód 1918-1919".

  - gen. Wacław Iwaszkiewicz-Rudoszański
- komisarz cywilny przy Dowództwie „Wschód” – dr Jerzy Dzieduszycki
- przewodniczący Komisji Weryfikacyjnej – płk kaw. Tadeusz Sulimirski

Dział Operacyjny
- szefowie sztabu:
  - płk SG Jan Thullie
  - płk SG Franciszek Kleeberg
- zastępca szefa sztabu i szef inżynierii – mjr Walery Maryański

- szef służby sanitarnej – dr Bolesław Korolkiewicz
- żandarmeria polowa – rtm. Kazimierz Święcicki
- służba łączności – kpt. Jerzy Maślanka

Kwatermistrzostwo względnie Dział Kwatermistrzowski
- kwatermistrz główny – płk SG Władysław Sikorski (21 XI – 31 XII 1918)
- zastępca szefa sztabu-kwatermistrz – mjr SG Jan Hempel (I – VI 1919)
- szef Oddziału I – mjr Izydor Modelski
- szef oddziału IV b Koleje – kpt. inż. dr. Kazimierz Bartel
- szef oddziału V Bezpieczeństwo – ppłk. Wiktor Hoszowski
- szef Oddziału VII Intendentura – mjr int. Aleksander Litwinowicz (23 XI 1918 – 3 VI 1919)
- szef oddziału IX Weterynariat – mjr dr Stefan Gajewski
- szef oddziału XI Tabory – mjr Filip Siarkiewicz
- Oddziału X duszpasterstwo – dziekan ks. Józef Panaś
- Oddział prasowo – statystyczny dr Kazimierz Hartleb[2]

## Stosunek sił pomiędzy Armią „Wschód”, a Ukraińską Armią Galicyjską
- listopad/grudzień 1918	AW 7.000 –	UAG 15.000;
- styczeń 1919	AW 20.000	– UAG 40.000;
- marzec 1919	AW 23.000	– UAG 65.000[3]